# Monte Luossa
Monte Luossa (em sueco: Luossavaara,   PRONÚNCIA); em lapão do norte Luossavárri, lit. montanha dos salmões) é uma montanha da província histórica de Lapónia, no extremo norte da Suécia. Está localizada a norte da cidade de Kiruna. 

Alberga a antiga mina de Luossavaara (Luossavaara gruva), onde foi explorado um grande jazigo de ferro (magnetite) pela empresa sueca LKAB desde 1920 até à sua inativação sucessiva entre 1969 e 1985.